# Нао Кодаира
Нао Кодаира (Чино, 26. мај 1986) је јапанска брза клизачица. 
На Олимпијским играма први пут је учествовала у Ванкуверу 2010. где је заузела два пета места, на 1000 и 1500м, а на 500м била је дванаеста. У екипној потери са колегиницама из репрезентације дошла је до сребра.
На Олимпијским играма у Сочију 2014. поново је била пета на 500м, а на 1000м заузела је тринаесто место.
На Светском првенству 2015. освојила је бронзану медаљу на 500м. На Светском првенству 2017. освојила је злато на 500м и постала прва Јапанка која је освојила титулу на Светским првенствима у појединачним дистанцама. До сребра је дошла на 1000м, а злато је освојила и на Светском првенству у спринту.
На Олимпијским играма у Пјонгчангу 2018. освојила је злато на 500м и сребро на 1000м.